# Пашко, Лев Валерьевич
Лев Вале́рьевич Пашко́ (укр. Лев Валерійович Пашко, позывной — Хорус; 21 мая 1999, Киев) — украинский военнослужащий, капитан, участник российско-украинской войны. Герой Украины (2022).

## Биография
Лев Пашко родился 21 мая 1999 года в Киеве. В 2017 году, сразу после достижения совершеннолетия, вступил в Отдельный отряд специального назначения «Азов».
С 21 марта 2022 года, после эвакуации из Мариуполя командира 2-го батальона полка «Азов» Никиты Надточия, временно исполнял обязанности командира этого батальона.
В конце марта 2022 года участвовал в боях в районе сел Гнутово и Черненко, когда противник предпринял попытку прорыва обороны защитников Мариуполя. В начале апреля участвовал в боях на окраине Мариуполя.
В мае 2022 года, после капитуляции гарнизона «Азовстали», Лев Пашко попал в российский плен. 21 сентября 2022 года был освобожден в результате обмена пленными.
После возвращения из плена, Лев Пашко сделал предложение своей девушке Диане, с которой они поженились в октябре 2022 года.

## Награды
- Звание «Герой Украины» с вручением ордена «Золотая Звезда» (17 апреля 2022) — за личное мужество и героизм, проявленные в защите государственного суверенитета и территориальной целостности Украины, верность военной присяге[1].
- Орден Богдана Хмельницкого III степени (25 марта 2022) — за личное мужество и высокий профессионализм, проявленные в защите государственного суверенитета и территориальной целостности Украины, верность военной присяге[2].